# アンジェラ・モーティマー
フローレンス・アンジェラ・マーガレット・モーティマー・バレット（Florence Angela Margaret Mortimer Barrett, 1932年4月21日 - ）は、イングランド・プリマス出身の女子テニス選手。1950年代後半から1960年代初頭にかけて活躍し、4大大会女子シングルス「3勝」を挙げた選手である。彼女の活躍した時代は、しばらく4大大会でイギリス人の女子優勝者が途絶えていたため、モーティマーの優勝記録には「イギリス人女子選手として…年ぶり」のものが多い。

## 来歴
モーティマーは15歳という遅い年齢からテニスを始めたが、ゲームに必要な決断力、スピード、知性を備えたプレースタイルでめきめきと才能を伸ばした。彼女は1951年から地元大会のウィンブルドン選手権に出場し始め、翌1952年の全米選手権でドリス・ハートとの準々決勝に進出する。1955年の全仏選手権で、モーティマーは女子シングルス決勝でドロシー・ヘッド・ノード（アメリカ）と対戦し、2時間4分の長い試合時間の末に 2-6, 7-5, 10-8 の逆転で初優勝を飾った。モーティマーの全仏初優勝は、1937年ウィンブルドン選手権で優勝したドロシー・ラウンド以来「18年ぶり」となる、イギリス人女性による4大大会シングルス優勝であった。続くウィンブルドン選手権で、モーティマーはアン・シルコックとペアを組んだ女子ダブルスで優勝した。ところが、1956年の全仏選手権決勝で、モーティマーは黒人選手のアリシア・ギブソンに 0-6, 10-12 で敗れ、大会2連覇を逃した。ギブソンはこの優勝により、黒人テニス選手として史上初の4大大会優勝者になった。
それから3年後の1958年、モーティマーは全豪選手権に初出場し、女子シングルス・女子ダブルス・混合ダブルスの3部門すべてで決勝に進出した。女子シングルスではロレイン・コグランを 6-3, 6-4 で破り、3年ぶりの4大大会2冠を獲得する。コグランと組んだ女子ダブルスと、ピーター・ニューマンとの混合ダブルスでは準優勝になった。これがモーティマーの唯一の全豪選手権出場である。半年後のウィンブルドン選手権で、モーティマーは初めて女子シングルス決勝に進出したが、ここでもギブソンに 6-8, 2-6 で敗れた。
アンジェラ・モーティマーがウィンブルドンの栄冠を獲得したのは、1961年の大会であった。ギブソンに敗れてから3年がたち、モーティマーは部分的な難聴を抱えるようになっていた。第7シードから勝ち上がった29歳のモーティマーは、決勝でクリスティン・トルーマンと「イギリス人同士の決勝」を戦い、第6シードだった20歳のトルーマンに 4-6, 6-4, 7-5 の逆転勝利を収めた。モーティマーが優勝後に語ったところによれば、彼女は「観客の喝采だけが聞こえて、他の音は聞こえなかったので、かえって試合に集中できた」という。イギリス人女性によるウィンブルドン優勝は、1937年のドロシー・ラウンド以来「24年ぶり」の偉業として賞賛を集めた。ウィンブルドンで初優勝した年、モーティマーは全米選手権で同じイギリスのアン・ヘイドンとの準決勝に進出したが、この大会だけは優勝できず、キャリア3冠王で終わっている。
モーティマーはウィンブルドン優勝の翌年、1962年に30歳で現役を引退した。引退後にジョン・エドワード・バレット（John Edward Barrett）と結婚し、1993年に国際テニス殿堂入りを果たしている。

## 4大大会優勝
- 全豪選手権　女子シングルス：1勝（1958年）　［同大会で女子ダブルス・混合ダブルス準優勝］
- 全仏選手権　女子シングルス：1勝（1955年）　［同部門準優勝：1956年］
- ウィンブルドン選手権　女子シングルス：1勝（1961年）／女子ダブルス：1勝（1955年）　［女子シングルス準優勝：1958年］

| 年     | 大会                 | 対戦相手                 | 試合結果       |
| ------ | -------------------- | ------------------------ | -------------- |
| 1955年 | 全仏選手権           | ドロシー・ヘッド・ノード | 2-6, 7-5, 10-8 |
| 1958年 | 全豪選手権           | ロレイン・コグラン       | 6-3, 6-4       |
| 1961年 | ウィンブルドン選手権 | クリスティン・トルーマン | 4-6, 6-4, 7-5  |